# 思韦茨小光壳炱
思韦茨小光壳炱（学名：Asteridiella thwaitesii）是属于小煤炱目小煤炱科小光壳炱属的一种真菌，寄生在五桠果属植物上。该种分布于中国、斯里兰卡。